# 密歇根城 (北达科他州)
密歇根城（英語：Michigan City），是美国北达科他州下属的一座城市。根据2010年美国人口普查，该市有人口294人。2011年估计该市有人口288人，相对于2010年，增长率为?2.04%。